# Katharine Hayhoe

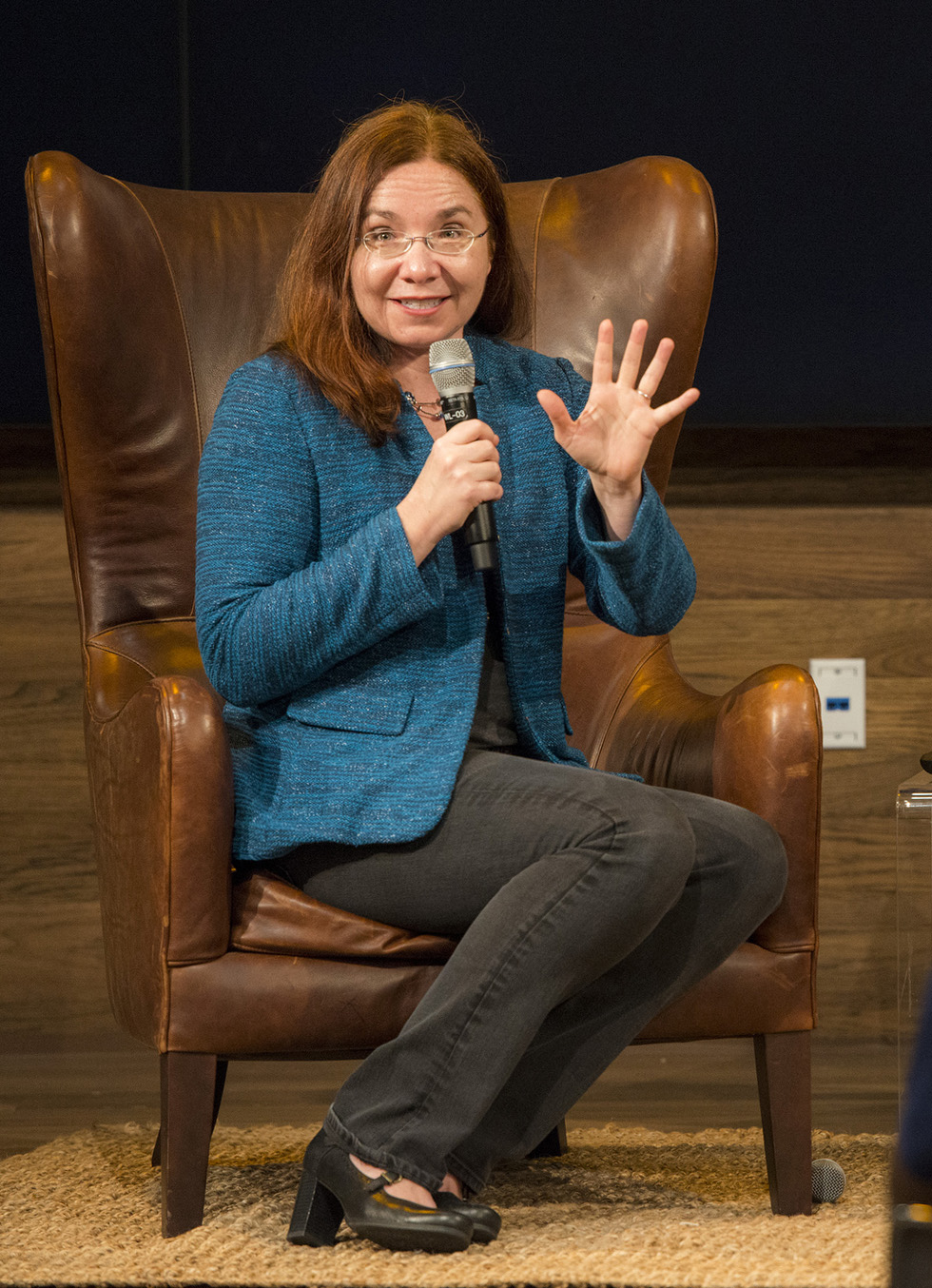
Katharine Hayhoe, 2018

Katharine Hayhoe (* 15. April 1972 in Toronto, Ontario) ist eine kanadische Klimawissenschaftlerin. Sie ist Professorin an der Texas Tech University. Sie erfuhr Anerkennung sowohl für ihre wissenschaftlichen Arbeiten im Bereich des Klimawandels als auch für ihre Fähigkeit, komplexe Klimakonzepte einer breiten Öffentlichkeit zugänglich zu machen. Als engagierte Christin betont sie die Vereinbarkeit von Wissenschaft und Glaube und setzt sich insbesondere für die Klimakommunikation in christlichen Gemeinschaften ein.

## Leben
Hayhoe absolvierte ein Bachelorstudium der Physik und Astronomie an der Universität Toronto. Ein bei Danny Harvey belegter Kurs in Klimawissenschaften beeindruckte sie nachhaltig. Sie wechselte für ihr Masterstudium der Atmosphärenwissenschaft zu Don Wuebbles an die University of Illinois at Urbana-Champaign.
Sie lebt mit dem evangelikalen Pastor Andrew Farley und lebt mit ihm und ihrem Sohn in Texas.

## Wirken
Hayhoes Forschung konzentriert sich auf die Schaffung einer wissenschaftlichen Grundlage für die Bewertung der regionalen bis lokalen Auswirkungen der Klimaveränderungen auf die menschlichen Systeme und die natürliche Umwelt. Sie sagte einmal über die Klimawissenschaften: „Die Daten sagen uns, dass sich der Planet erwärmt, die Wissenschaft zeigt klar, dass die Menschen verantwortlich sind, die Auswirkungen, die wir heute sehen, sind bereits gravierend, und unsere Zukunft liegt in unseren Händen.“ Ihre Arbeit wurde in zahlreichen Artikeln, Büchern und Berichten veröffentlicht. Sie wirkte als Autorin an drei nationalen Klimagutachten der Vereinigten Staaten mit und verfasste, Stand 2023, mehr als 125 wissenschaftliche Arbeiten. Sie trat in der Doku-Serie Years of Living Dangerously zur Klimakrise auf.
Hayhoe arbeitet auch zusammen mit ihrem Ehemann daran, Erkenntnisse der Klimawissenschaften in Handlungsempfehlungen für religiöse Menschen zu übertragen und Missverständnisse über die globale Erwärmung aufzulösen; sie wird den Evangelikalen Christen zugerechnet. Unter anderem unterhält sie unter dem Namen Global Weirding einen YouTube-Kanal. Sie ist auch eine der Gründerinnen der Science Moms, einer Gruppe von Klimawissenschaftlerinnen, die Menschen dazu bringen will, den Klimawandel als persönliches Anliegen zu erkennen. Sie setzt sich zudem als Botschafterin der World Evangelical Alliance für einen christlich motivierten Klimaschutz ein.

## Auszeichnungen
Die Zeitschrift Christianity Today führte Hayhoe 2012 auf ihrer Liste 50 Women to Watch. Im Jahr 2019 wurde sie vom Umweltprogramm der Vereinten Nationen als Champions of the Earth ausgezeichnet. Im Jahr 2023 wurde sie in die American Academy of Arts and Sciences gewählt. Sie erhielt insgesamt vier Ehrendoktorwürden.

## Veröffentlichungen (Auswahl)
- K. Hayhoe u. a.: Emissions pathways, climate change, and impacts on California. In: Proceedings of the national academy of sciences. Band 101, Nr. 34, 2004, S. 12422–12427, doi:10.1073/pnas.0404500101
- K. Hayhoe u. a.: Past and future changes in climate and hydrological indicators in the US Northeast. In: Climate Dynamics. Band 28, Nr. 4, 2007, S. 381–407, doi:10.1007/s00382-006-0187-8
- G. W. Kling, K. Hayhoe u. a.: Confronting Climate Change in the Great Lakes Region. Impacts on our Communities and Ecosystems. 2017, https://wedocs.unep.org/bitstream/handle/20.500.11822/18149/Confronting_Climate_Change_in_the_Great_Lakes.pdf